# Nordgermanen

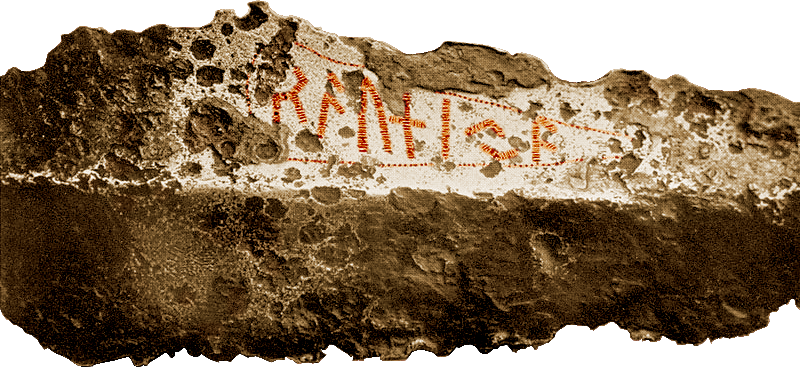
Lanzenspitze von Øvre Stabu mit nordgermanischer Runeninschrift

Als Nordgermanen wird in der kultur- und altertumswissenschaftlichen Forschung eine Gruppe germanischer Stämme in Nordeuropa aufgefasst, deren Zusammengehörigkeit vorwiegend auf ihrer sprachlichen Verwandtschaft basiert. Die nordgermanischen Sprachen dieser Gruppe unterscheiden sich durch die vollzogenen Lautwandelprozesse innerhalb ihrer Sprache von ihrer Herkunftssprache, der (rekonstruierten) indogermanischen Ursprache, Zusammengefasst werden diese Lautwandel-Prozesse als germanische Lautverschiebung. Der Begriff Nordgermanen wird in der gegenwärtigen Sprachforschung in Verbindung mit dem (Sprach-)Raum, in dem nordgermanische Sprachen verbreitet sind, gebraucht. Die Einteilung der Germanen in Westgermanen, Ostgermanen und Nordgermanen wurde von der Sprachwissenschaft vorgenommen.
Darüber hinaus wird der Begriff Nordgermanen in der Kulturwissenschaft angewendet, um geographische, sprachgeschichtliche, historische und literaturgeschichtliche Zusammenhänge eines Teils der Germanen im nördlichen Mitteleuropa und Nordeuropa zusammenzufassen. In diesem Zusammenhang nimmt die Bezeichnung Nordgermanen zunächst eine geographische Zuordnung vor. Zugeordnet werden dem von den Nordgermanen bewohnten Siedlungsgebiet die germanischsprachige Bevölkerung an der Nordsee (Nordseegermanen), die seit der vorrömischen Eisenzeit bis in die Wikingerzeit in Skandinavien und im Ostseeraum siedelte, sowie auch Jütland.
Außerhalb der Kulturwissenschaft sowie Sprachgeschichte wird der Begriff nicht mehr angewendet, so kommt er in der gegenwärtigen ur- und frühgeschichtlichen Fachliteratur Skandinaviens kaum vor. Lexika aus dem 18. Jahrhundert – etwa Meyers Konversations-Lexikon – enthalten Lexikonartikel zu Nordische Mythologie, Nordische Sprache und Literatur, aber nicht zu Nordgermanen.